# Sundsmarken
Sundsmarken är en bebyggelse vid Vänerns strand öster om Sundsören i Hassle socken i Mariestads kommun. Från 2015 avgränsar SCB här en småort.